# Bodhan
Bodhan (teluga: బోధన్) är en ort i Indien.   Den ligger i distriktet Nizamabad District och delstaten Telangana, i den centrala delen av landet, 1 100 km söder om huvudstaden New Delhi. Bodhan ligger 375 meter över havet och antalet invånare är 73 938.
Terrängen runt Bodhan är platt. Runt Bodhan är det tätbefolkat, med 411 invånare per kvadratkilometer. Det finns inga andra samhällen i närheten. Trakten runt Bodhan består till största delen av jordbruksmark.